# Simulium pekingense
Simulium pekingense är en tvåvingeart som beskrevs av Sun 1999. Simulium pekingense ingår i släktet Simulium och familjen knott. Inga underarter finns listade i Catalogue of Life.